# Fotínia

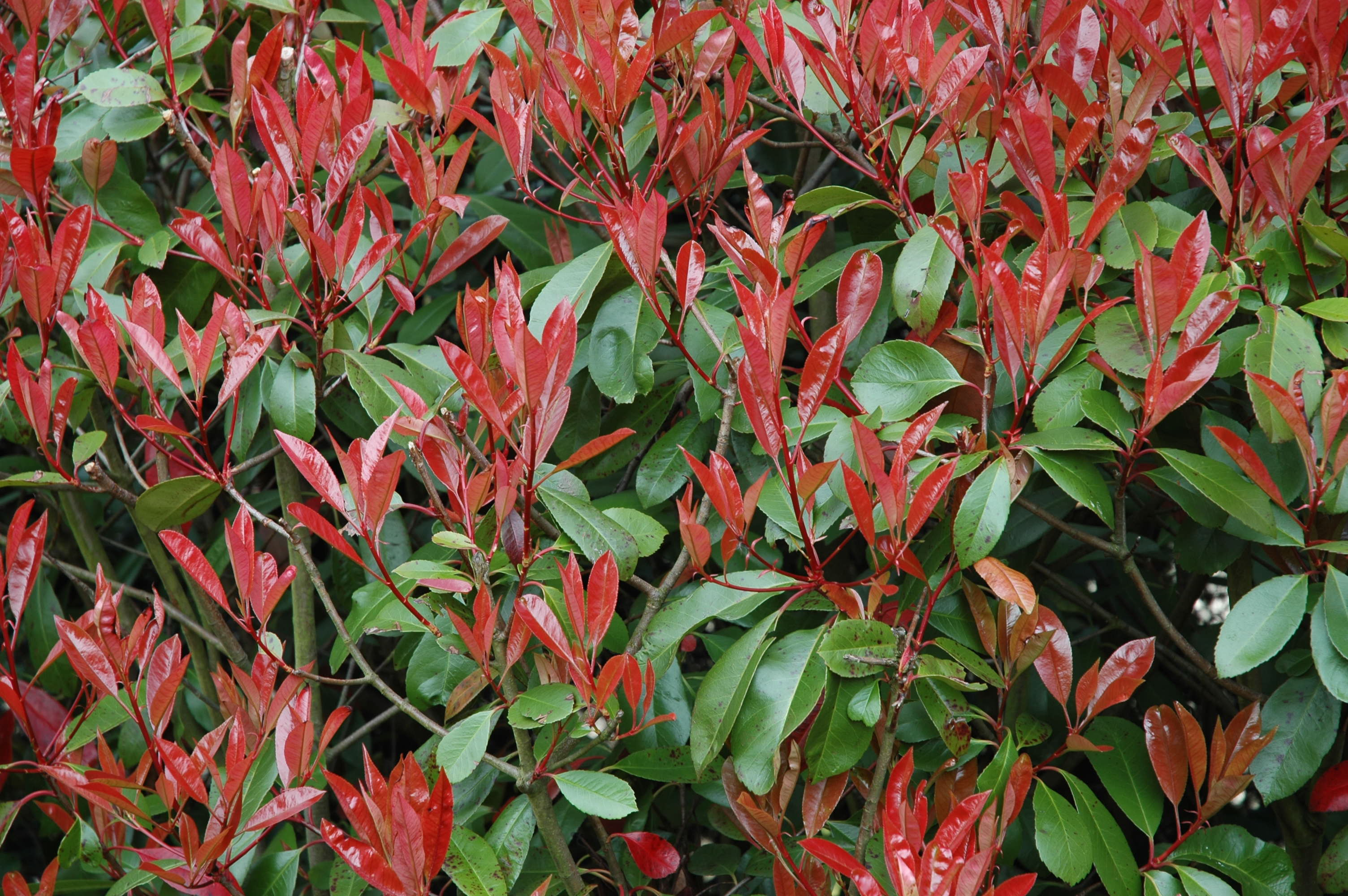
Photinia fraseri

Fotínia (Photinia) és un gènere de plantes amb flor de la família Rosaceae.

## Característiques
Les fotínies són arbres menuts, arbusts i mates. N'hi ha espècies perennifòlies i caducifòlies. Photinia és una planta tòxica per al ramat. Les fulles de Photinia són una font d'aliment de les erugues d'algunes papallones, com la Hemithea aestivaria, Colotois pennaria i Xestia c-nigrum.

## Espècies

### Espècies perennifòlies
- Photinia amphidoxa (vegeu Stranvaesia amphidoxa)
- Photinia anlungensis
- Photinia beckii
- Photinia berberidifolia
- Photinia bodinieri
- Photinia chihsiniana
- Photinia chingiana
- Photinia crassifolia
- Photinia davidiana (vegeu Stranvaesia davidiana)
- Photinia glabra - fotínia del Japó
- Photinia glomerata
- Photinia integrifolia
- Photinia kwangsiensis
- Photinia lanuginosa
- Photinia lasiogyna
- Photinia lasiopetala
- Photinia lochengensis
- Photinia loriformis
- Photinia megaphylla
- Photinia nussia (vegeu Stranvaesia nussia)
- Photinia prionophylla
- Photinia prunifolia
- Photinia raupingensis
- Photinia serratifolia (syn. Photinia serrulata)
- Photinia stenophylla
- Photinia tomentosa (see Stranvaesia tomentosa)
- Photinia tushanensis
- Photinia zhejiangensis

### Espècies caducifòlies
- Photinia arguta (syn. Pourthiaea arguta)
- Photinia beauverdiana (syn. Pourthiaea beauverdiana)
- Photinia benthamiana (syn. Pourthiaea benthamiana)
- Photinia bergerae
- Photinia blinii
- Photinia calleryana (syn. Pourthiaea calleryana)
- Photinia callosa
- Photinia chingshuiensis (syn. Pourthiaea chingshuiensis)
- Photinia fokienensis
- Photinia hirsuta
- Photinia impressivena
- Photinia komarovii
- Photinia lucida (syn. Pourthiaea lucida)
- Photinia obliqua
- Photinia parvifolia (syn. Pourthiaea parvifolia)
- Photinia pilosicalyx
- Photinia podocarpifolia
- Photinia schneideriana
- Photinia tsaii
- Photinia villosa (syn. Pourthiaea villosa)

## Usos
Les fotínies són plantes ornamentals molt populars. N'hi ha nombrosos híbrids. Cal destacar:
- Photinia × fraseri (P. glabra × P. serrulata)
- Photinia × fraseri "Camilvy“
- Photinia × fraseri "Curly Fantasy“
- Photinia × fraseri "Red Robin“
- Photinia × fraseri "Little Red Robin“, similar a "Red Robin" però més petita
- Photinia × fraseri "Super Hedger“
- Photinia × fraseri "Pink Marble"(TM) o "Cassini"(TM)
- Photinia 'Redstart' (Stranvaesia davidiana × P. × fraseri)
- Photinia 'Palette'
- Photinia davidiana 'Fructu Luteo'
- Photinia davidiana 'Prostrata'